# 밤양갱
〈밤양갱〉(Bam Yang Gang)은 가수 비비의 노래이다. 2024년 2월 13일 발표된 동명 싱글 음반 《밤양갱》에 수록되었다. 가수 장기하가 작사·작곡·편곡하였으며, 뮤직비디오에도 비비와 함께 출연하였다.
2024년 2월 24일, 음원사이트 멜론 실시간 차트 TOP 100에서 1위에 올랐다. 곡 밤양갱의 인기로 인해 대한민국에서 양갱 자체의 판매량도 증가했고, 이후 양갱을 만들어온 크라운제과는 이마트와 협업하여 실제 밤양갱을 한정 상품으로 판매하기도 했다. 원래 밤양갱은 2005년 해태크라운에서 처음 선보인 제품이었다.

## 같이 보기
- 밤 (열매)
- 양갱